# Simonds
Simonds es una parroquia canadiense situada en la provincia de Nuevo Brunswick.

## Superficie
Simonds tiene una superficie de 281,06 km².

## Demografía
En 2021, tenía 3913 habitantes, una densidad poblacional de 13,9 hab./km², y 1671 viviendas.